# مسجد الحمودي
مسجد الحمودي يقع في قلب العاصمة جيبوتي بالقرب من سوق محمود حربي أكبر أسواق جيبوتي.

## تاريخ الجامع
بني المسجد في 1906م ويعتبر أقدم مساجد جيبوتي وأبرز معالمها التاريخية، قام ببناءه الحاج الحمودي وهو جيبوتي من أصول يمنية.